# Itoku
Itoku (japonsky: 懿徳天皇, Itoku-tennó) je v pořadí 4. japonským císařem podle tradičního seznamu vládců Země vycházejícího slunce.
K Itokovi se s jistotou nedají připojit žádná konkrétní data, doba jeho vlády a života se datuje podle toho, co je hlásáno podle japonské tradice. Historiky je proto označován jako legendární císař. Je to v pořadí třetí císař z osmi, ke kterému se neváže žádná legenda. V jeho existenci se vždy věřilo a dokonce mu byla přisouzena i hrobka, dnes se spíš ale zdá, že císař jménem Itoku vůbec neexistoval.
Itokuovo jméno se dá volně přeložit jako „blahodárná síla“.